# Klaus Foppa
Klaus Foppa (* 15. August 1930 in Linz an der Donau; † 10. Juni 2021 in Bern) war ein österreichisch-schweizerischer Psychologe und emeritierter Professor der Universität Bern.

## Leben
Er wurde als Sohn eines Gymnasial-Professors geboren; 1949 hat er am humanistischen Gymnasium in Linz die Matura abgelegt. Anschließend hat er an der Universität Wien Psychologie studiert; seine damaligen Lehrer waren Hubert Rohracher, Walter Toman und Erich Mittenecker. 1955 promovierte er in Wien. Daneben erwarb er 1952–1955 seine erste Berufspraxis in der Beratungsstelle für Mittelschüler und im Heim für schwererziehbare neurotische Kinder und Jugendliche. 1956 erhielt er ein Humboldt Stipendium, mit dem er an die Julius-Maximilians-Universität Würzburg zu Wilhelm Arnold ging. Hier lernte er Erwin Roth, Ernst Wehner, Wilhelm Peters und Ferdinand Merz kennen, 1957 kam noch Hans-Joachim Kornadt aus Marburg dazu. 1957 wurde er Verwalter einer wissenschaftlichen Assistentenstelle. Dann kam Wallace Russell als US-amerikanischer Gastprofessor nach Würzburg und machte ihn mit den in den USA aktuellen behavioristischen Lerntheorien vertraut. 1959 ging er nach Wien zurück, um am Psychologischen Institut der Universität Wien zu habilitieren; er war dort zwischen 1960 bis 1964 Assistent. Als Thema seiner Habilitationsschrift wählte das Thema „Lernen“, publiziert als „Lernen, Gedächtnis, Verhalten. Ergebnisse und Probleme der Lernpsychologie“. Noch vor Abschluss der Habilitation nahm er 1964 einen Ruf an die Universität Bern an. Hier verblieb er bis zur Emeritierung im Jahre 1995.

## Werk
Er selbst hat nicht empirisch-experimentell gearbeitet, sondern sich mit theoretischen Fragen zu den Themen Gedächtnis, Lernen, Wahrnehmen und Sprache (Dialog) beschäftigt. Dies beginnt mit seinem kompilatorischen Werk zum Thema der Lernpsychologie, das zu einem Standardlehrbuch im Fach wurde. In seinen entwicklungspsychologischen Überlegungen hat er die Rolle von nicht intendierten Gedächtnisleistungen bzw. des nicht bewussten Erinnerns, von ihm als „rezeptives“ Erinnern bezeichnet, als Voraussetzung für Lernen herausgestellt. Diese Überlegungen hat er auch auf Fragen nach Bedingungen für kulturelles Lernen und der Funktion des rezeptiven Gedächtnisses für Enkulturationsprozesse und für kulturelle Entwicklungen ausgeweitet. Er hat sich auch an Diskussionen zum Thema der menschlichen Willensfreiheit beteiligt. Als Präsident der Deutschen Gesellschaft für Psychologie hat er Beiträge zur programmatischen Ausrichtung des Faches geleistet.

## Ehrungen/Positionen
- 1984/85: Fellow am Wissenschaftskolleg zu Berlin[4]
- 1986 – 1988: Präsident der Deutschen Gesellschaft für Psychologie
- 1988–1990: Vizepräsident der Deutschen Gesellschaft für Psychologie
- Mitglied der Academia Europaea[5]
- Mitglied der Wilhelm-Wundt-Gesellschaft Heidelberg (WWG)

## Privates
Er war verheiratet mit der Psychologin (lic. phil.) Ruth Foppa-Würsten, die als Fachpsychologin für Kinder- und Jugendpsychologie und Psychotherapie arbeitet und auch als Buchautorin bekannt wurde.

## Publikationen (Auswahl)
Monografien
- Jenseits von Darwin. Die Entstehung der Arten, die individuelle menschliche Entwicklung und die Anfänge der Kulturen.  Berlin Univ. Press, Berlin 2011, ISBN 978-3-86280-004-9.
- Mit Ivana Markova: The Dynamics of Dialogue. Prentice-Hall, Upper Saddle River 1990, ISBN 978-0-7450-0876-9.
- Positionen der Psychologie 1949 und 1989 – demonstriert an kommentierten Beiträgen des 1. Bandes der Psychologischen Rundschau.  Verl. für Psychologie Hogrefe, Göttingen 1989, ISBN 978-3-8017-0356-1.
- Lernen, Gedächtnis, Verhalten: Ergebnisse und Probleme der Lernpsychologie (3. Auflage). Kiepenheuer & Witsch, Köln 1968.
  - Ital. Ausgabe: Apprendimento e comportamento - dati e problemi della psicologia dell'apprendimento. Armando Verlag, Rom 1975.

Herausgeberschaften
- Mit Rudolf Groner; Luciano Alberti: Kognitive Strukturen und ihre Entwicklung.  Huber Verlag, Bern 1981, ISBN/Einband 978-3-456-81003-4.
- Mit Ivana Markova; Carl Friedrich Graumann: Mutualities in Dialogue. Cambridge University Press, Cambridge 1995, ISBN 978-0-521-49595-0.
- Mit Mario von Cranach: Freiheit des Entscheidens und Handelns: Ein Problem der nomologischen Psychologie. R. Asanger, Baden-Baden 1996, ISBN 978-3-89334-284-6.

Zeitschriftenartikel/Buchbeiträge
- Vielfalt und Einheit der Psychologie: Prof. em. Dr. Klaus Foppa im Gespräch mit Ralph Sichler. In: Journal für Psychologie, 1998, 6(3), S. 73–84.
- Mit Bruno S. Frey: Determinants of human action: possibility sets and the actor's knowledge. In: Poetics today: International Journal for Theory and Analysis of Literature and Communication, 1988, 9 (1), S. 223–237.
- Menschliches Handeln: Entscheidungsvorbereitung und subjektiver Möglichkeitsraum. In: Jahrbuch / Wissenschaftskolleg zu Berlin 1984/1985 (S. 203–213). Wissenschaftskolleg, Berlin 1983, ISSN 0724-326X.
- Mit Bruno S. Frey: Human behavior: possibilities explain. In: Journal of Economic Psychology, 1986, 7 (2), S. 137–160.